# Gryllus saxatilis
Gryllus saxatilis (лат.) — вид прямокрылых насекомых из семейства сверчков. Эндемики США.

## Распространение
Северная Америка: запад США.

## Описание
Сверчки буровато-чёрного цвета (задние ноги до красного). Размеры тела и крыльев варьируют от мелких до крупных для рода. Отличаются от близких видов (Gryllus longicercus, Gryllus lightfooti, Gryllus montis) особенностями морфологии, ДНК и акустической коммуникации (пения), церки средней длины и они редко длиннее яйцеклада; местами обитания (скалистые биотопы). Вид был впервые описан в 2019 году американскими энтомологами Дэвидом Вейссманом (David B. Weissman; Department of Entomology, Калифорнийская академия наук, Золотые ворота, Сан-Франциско, США) и Дэвидом Грэем (David A. Gray; Department of Biology, Университет штата Калифорния, Northridge, Калифорния). Видовое название saxatilis («найден среди скал») дано по особенностям скалистых типичных мест обитания. На самцах паразитируют мухи-тахины Ormia ochracea и Exoristoides johnsoni, что было обнаружено ещё ранее описания вида, когда его условно называли ‘Gryllus #2’ или ‘#11, #22, #38’, ‘G. mojave’, ‘G. tulare’, ‘G. mormoni’ (Rentz & Weissman, 1981), а в одной самке найдена паразитическая нематода Mermithida (Poinar & Weissman 2004).